# Georges Granville
Pour les articles homonymes, voir Granville (homonymie) et George Granville.
Georges Granville est un pianiste, claviériste, compositeur et arrangeur, né le 20 novembre 1973 à Belfort. Originaire de la Martinique, il est le co-auteur des premiers ouvrages didactiques de piano dans les musiques créoles. Musicien éclectique, il s'illustre dans la variété et le jazz ,.

## Biographie

### Jeunesse et débuts
Georges Granville est né le 20 novembre 1973, à Belfort, en région Bourgogne-Franche-Comté.Il a quelques semaines lorsque ses parents retournent s'installer dans leur ville natale, au François en Martinique.Avec une mère enseignante, un père agent hospitalier et une sœur cadette, il grandit dans un environnement familial où la musique est omniprésente.
À 15 ans, lors d'un voyage scolaire en Angleterre, il a un coup de foudre pour le piano et s'achète son premier synthé. Un an plus tard, convaincus de sa détermination à apprendre l'instrument, ses parents lui offrent un piano droit. Pendant deux ans, il prend des cours privés d'initiation au piano classique. En 1992, après l'obtention de son baccalauréat littéraire, il part en voyage d'immersion linguistique à la Barbade, puis intègre l'école Tunon à Paris pour des études de tourisme.
De retour en Martinique, en 1994, il s'inscrit à l'université des Antilles où il intègre sa première formation musicale : Shamak, le groupe de la fac, avec les chanteurs Jean-Louis Morville et Olivier Jean-Alphonse. Ce dernier lui propose de rejoindre le groupe zouk à succès, Théorem, pour une tournée dans l'île. Cette expérience lui ouvre les portes du milieu musical martiniquais. Ainsi, entre 1995 et 1997, il accompagne de nombreux artistes dont Éric Virgal, Kali, Orlane, Pipo Gertrude ou encore Dédé Saint Prix.
À la fin de l'année 1997, désireux de se perfectionner sur le plan de l'harmonie et de l'improvisation, il quitte la Martinique pour Paris afin d'intégrer la Bill Evans Piano Academy. Pendant trois ans, il suit les cours de Bernard Maury et de Samy Abenaïm, qui lui transmettent les clés essentielles de la culture jazz et des Musiques actuelles.

### Carrière et collaborations musicales
En 2000, dès ses débuts, il accompagne des artistes de variétés tels que John Ellison (en), Boy Gé Mendès ou la chanteuse brésilienne, Denise Reis. Il est appelé comme musicien remplaçant pour St Germain et Tony Allen. Il collabore également avec des artistes de la scène afro-antillaise dont Slaï, Medhy Custos, Zouk Machine, Tanya Saint Val, E.sy Kennenga, Victor O, Eduardo Paím (en), et de hip-hop comme Ärsenik, Secteur Ä, et La Fouine,.
Depuis 2010, il se produit régulièrement aux côtés de BélO, notamment en Corée du Sud, au Vietnam, à La Réunion, en Guyane et aux Antilles,.
En 2011, il rejoint l’équipe d'Abd Al Malik au Festival des musiques sacrées de Fès, lors de la tournée Château Rouge, puis pour L'Art et la Révolte, en 2013. Pour la tournée Scarifications, un projet original arrangé par Laurent Garnier, Georges accompagne Abd Al Malik au synthé, partageant la scène avec les artistes Scan X, Bilal et Mattéo Falkone, en 2016,,. Depuis, ils collaborent périodiquement comme lors du festival de la BnF en 2021.
En 2013, il intègre le band musical de l’émission talk show, Le Claudy Show, de Claudy Siar, enregistrée à L’Alhambra et diffusée sur France Ô.
En 2018, il participe à une émission télévisée en hommage à Al Jarreau où il accompagne le chanteur Tony Chasseur autour des musiciens de jazz: Didier Lockwood, Jacques Schwartz-Bart et Rhoda Scott .
La même année, il devient directeur musical de l'émission Combo enregistrée au Triton, qui met en lumières des artistes ultramarins, tels que Jacob Desvarieux, Lynnsha, Nèg’ Marrons, Morgan Ji et bien d’autres.
En 2019, il accompagne le rappeur Jul lors d’une tournée nationale avec pour point d’orgue un concert au stade Vélodrome. Initialement prévu en juin 2020, il est reporté en raison du covid au 4 juin 2022. Ce concert, qui rassemble plus de 60 000 personnes, est diffusé en streaming sur TMC et Deezer ,,.
Depuis 2021, il se consacre en priorité à sa carrière lead, tout en continuant d'accompagner des artistes de musiques actuelles et de jazz, tels que Viktor Lazlo, Kareen Guiock-Thuram et Coco MBassi ,,.

### Un premier album jazz acoustique
En 2020, Georges profite de la période d’arrêt d’activité, liée au covid pour écrire et arranger ses compositions, en vue de sortir son premier album. Fan des univers acoustiques des trios jazz de Keith Jarrett et de Chick Corea, il forme, un an plus tard, son trio avec Arnaud Dolmen à la batterie et Michel Alibo à la contrebasse,.
En 2022, avant d'enregistrer, il décide de jouer ce tout nouveau répertoire sur scène. Le trio se produit à Eaubonne Jazz, puis au Sunside, à l'Atrium Scène nationale de Fort-de-France et au festival Mo jazz de Kourou. Ces concerts, au contact du public, leur permettent de développer une grande complicité.
L’album Perspectives, enregistré au Studio de Meudon, regroupe 11 titres, dont une reprise du And I Love Her des Beatles. En décembre, sort Yéla, le premier single,. Le titre est choisi comme générique musical de l'émission radiophonique Traversée, qui propose des lectures musicales d'œuvres majeures de la littérature des Caraïbes.
En 2023, le deuxième single, Bahia, sort en même temps que son clip vidéo, quelques mois avant la sortie de l'album complet le 19 mai 2023, sous le label associatif Samanea Prod,,. Le concert de sortie d’album a lieu le 6 juin, au Triton,.
L'album reçoit un accueil chaleureux de la part de la presse spécialisée et des radios, qui voient en Georges un nouvel artiste prometteur,,,,,,,. Jazz Magazine lui consacre un article élogieux et lui attribue la mention « Révélation ! », réservée aux premiers albums marquants.

### Ouvrages didactiques de musique
Parallèlement à sa carrière de musicien, Georges Granville enseigne le piano, de 2002 à 2015 à l'Institut de culture musicale (ICM). En 2009, constatant l'absence d'ouvrages pédagogiques de piano en lien avec les musiques créoles, il en parle à Thierry Vaton, autre pianiste martiniquais très engagé dans la transmission culturelle. Ils décident de combler ce manque et de mettre à l'honneur les rythmes, les spécificités propres aux musiques créoles : ils fondent l'Association pour le Développement des Cultures Créoles (ADMC). Ensuite ils entament un travail de recherche, d'archivage et d'écriture qui durera quatre ans jusqu'à la parution du premier livre.
C'est ainsi qu'ils écrivent Le piano dans la musique créole, le premier ouvrage pédagogique fondateur à destination des musiciens, des conservatoires, des écoles de musique et du grand-public, qui paraît en décembre 2013,. Il contient un cd, ainsi que des exercices, des transcriptions avec des partitions et des biographies de pianistes antillo-guyanais les plus réputés tels que Alain Jean-Marie et Marius Cultier.
Poursuivant leur travail de mémoire et de transmission, ils commencent la collection Sur un air de, par un recueil de partitions, paroles et ritournelles, consacré aux chansons de Noël et de l'avent : Sur un air de... Noël Kantik Bò Kay paraît en 2018.
Le second opus de la collection Sur un air de est consacré au jazz créole. Il paraît en 2020. Sur un air de...Creole Jazz Vol.1 met en lumière la scène du jazz créole à travers une sélection de 20 compositeurs et groupes emblématiques. Des figures établies telles qu'Eddy Louiss ou le groupe Fal Frett côtoient de nouveaux talents comme Véronique Hermann Sambin, Céline Languedoc et Yann Cléry.
Ces trois ouvrages sont édités par l'ADMC.

## Œuvres

### Discographie

#### En leader
- 2022 : Yéla (Samanea Prod/Absilone)[30]
- 2023 : Joe Big Town inclus dans la compilation Mélodies Créoles (Couleurs Music Publishing)[46]
- 2023 : Perspectives (Samanea Prod/Absilone)[30]

#### En sideman
- 2007 : Mélanj - Dédé Saint-Prix (Buda Records)[47]
- 2008 : BwaBwa - Ines Khai)[48]
- 2014 : Soleil - Tanya St-Val (Netty Prod/Shark Entertainment)[49]
- 2016 : Afrodescendant - Bago (Wouspel Music)[50]
- 2022 : Bel Matjoukann - Thierry Vaton (Fondok Productions)[51]
- 2023 : Dédé & Co, Vol.1 - Dédé Saint-Prix (Anbalari Edisyon/Couleurs Music Publishing)
- 2023 : Dédé & Co, Vol. 2 - Dédé Saint-Prix (Anbalari Edisyon/Couleurs Music Publishing)

### Livres & recueils de partitions
- Le piano dans la musique créole - The Creole Piano book, Georges Granville et Thierry Vaton, ADMC, 2013. 214 pages avec CD. (EAN 9782954396507)
- Sur un air de Noël kantik bò kay, Georges Granville et Thierry Vaton, ADMC, 2018. 94 pages. (EAN 9782954396538)
- Sur un air de Creole Jazz - Kreyol djaz, Georges Granville et Thierry Vaton, ADMC, 2020. 92 pages. (EAN 9782954396552)